# ダリオ・シルバ
ダリオ・シルバ (Darío Silva) こと、ダリオ・デブライ・シルバ・ペレイラ（Darío Debray Silva Pereira、1972年11月2日 - ）は、ウルグアイトレインタ・イ・トレス出身のサッカー選手である。ポジションはフォワード (センターフォワード) 。
サッカーウルグアイ代表として通算49試合に出場したが、2006年に交通事故で右脚を切断する重傷を負い、プロサッカーの第一線からは離れている (2010年6月現在)。

## 経歴
ダリオ・シルバは1992年にデフェンソール・スポルティング・クラブに入団してサッカー選手としてのキャリアをスタートさせた。デフェンソールでは18試合に出場して4得点を挙げた。翌年CAペニャロールに移籍して1994年まで在籍した後、イタリアに渡りカリアリ・カルチョに入団した。カリアリでは89試合に出場して20得点を挙げた他、そのプレースタイルからサルディーニャ語で「厄介者」という意味の"Sa pibinca"とあだ名された。
1998年にスペイン・リーガ・エスパニョーラ所属のRCDエスパニョールに入団したが、翌1999年にマラガCFに移籍した。2003年にセビージャFCに移籍するまでの4シーズンで、ダリオ・シルバは100試合に出場して36得点を挙げた。
2シーズンをセビージャで過ごした後、ダリオ・シルバはあと1年残っていた契約を解除する事を決意した。当時の監督だったホアキン・カパロスの構想外となっていたためである。
2005年にイギリスへと渡ったダリオ・シルバは2年の契約を受諾し、当時FAプレミアリーグ所属であったポーツマスFCに加入した。しかし怪我のために活躍の機会に恵まれず、15試合出場3得点にとどまった。2006年2月14日、シルバはポーツマスとの契約を解除した。

### 交通事故
2006年9月23日、ウルグアイに帰国中であったダリオ・シルバはモンテビデオ市内でピックアップ・トラックを運転中、車両が街灯に激突して車外に放り出されるという交通事故に遭遇した。この事故でシルバは頭蓋骨を骨折した他、右脚を開放骨折した。エルビオ・パパとダルド・ペレイラが同乗していた が、ふたりは軽傷で済んだ。医師5名からなるチームによって右足の膝から下を切断する決定がなされ、シルバは全身麻酔の上、3時間半に及ぶ手術を受けた。
感染症罹患のおそれがあったものの、シルバの術後の容態は安定しており数日で回復するだろうと、入院先であるラ・エスパニョーラ病院が発表した。10月5日に退院し、モンテビデオ市内の自宅に戻った。その際松葉杖なしでも歩けるようになるよう、イタリアで義足を作る予定であると明かした。
シルバはリハビリテーションと義足を付けての歩行に約2年を費やし、義足で歩行や走行を遜色なく行えるようになった。その結果、セミ・プロフェッショナルのサッカークラブ、レ・バスティーユ (Les Bastilles) に加入し、31試合に出場して40得点を挙げるまでになった。またシルバはマラソン大会やチャリティのための競走に定期的に出場するようになった。シルバは2年間サッカーから離れたことで、より精神的にタフになり、また2006年の事故以来、身体面での強靭さや力が増し、良好な状態にあると語った。

### 事故後
2006年10月6日、ダリオ・シルバがウルグアイでサッカー関連職のオファーを受けたとするニュースが流れたが、シルバ本人はプレーヤー兼コーチとして現場に復帰したいとの意向を表明した。また同年11月、イギリスの新聞デイリー・メールが、シルバがボート競技で2012年開催予定のロンドンオリンピック出場を目指していると報じた。
2009年1月13日、シルバは3年間のブランクを経てピッチ上に立った。「フンダシオン・ニーニョス・コン・アラス」 ("Fundación Niños Con Alas"、「翼のある子供たち基金」の意) のための、ウルグアイイレヴンチームとアルゼンチンイレヴンチームによるチャリティマッチへの出場のためであった。シルバはピッチ上でプレーしたのみならず、ペナルティーキックで得点を挙げた。

## 代表歴

### 出場大会
- ウルグアイ代表
  - 2002 FIFAワールドカップ

### 試合数
- 国際Aマッチ 49試合 14得点（1994年-2005年）[13]

| ウルグアイ代表 | 国際Aマッチ | 国際Aマッチ |
| 年             | 出場        | 得点        |
| -------------- | ----------- | ----------- |
| 1994           | 1           | 1           |
| 1995           | 9           | 1           |
| 1996           | 0           | 0           |
| 1997           | 8           | 4           |
| 1998           | 0           | 0           |
| 1999           | 0           | 0           |
| 2000           | 7           | 3           |
| 2001           | 10          | 3           |
| 2002           | 4           | 0           |
| 2003           | 0           | 0           |
| 2004           | 8           | 2           |
| 2005           | 2           | 0           |
| 通算           | 49          | 14          |